# Emppu Vuorinen

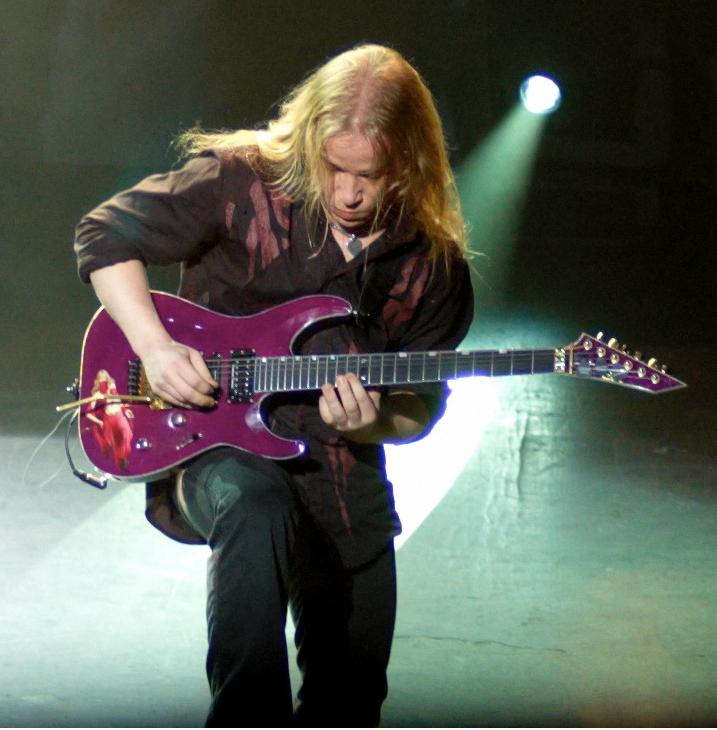
Emppu Vuorinen, 2008

Erno „Emppu“ Matti Juhani Vuorinen (* 24. Juni 1978 in Kitee) ist ein finnischer Gitarrist. Er ist Gründungsmitglied der Band Nightwish und darüber hinaus in diversen Nebenprojekten tätig.

## Werdegang
Im Alter von zwölf Jahren begann Vuorinen mit dem Gitarrespielen, wobei er sich dieses selbst beibrachte. Seine erste Band trug den Namen Darkwoods My Betrothed, im Jahr 1996 war er Mitbegründer der Band Nightwish. Nach der Schule begann er ein Studium an einer finnischen Musikschule. Zurzeit lebt er in Kerava, Finnland. Zusammen mit dem ehemaligen Sonata-Arctica-Gitarristen Jani Liimatainen spielte er in der Band Altaria, welche er nach der Produktion zweier Alben aufgrund mangelnder Zeit wieder verließ. Mit seiner neuen Band Brother Firetribe veröffentlichte er bisher die Alben False Metal (2006) und Heart Full of Fire (2008). Außerdem ist Vuorinen auf dem 2003 erschienenen Debütalbum von Adrién Barilari, dem Sänger der argentinischen Band Rata Blanca, zu hören.

## Equipment
Vuorinens Gitarre basiert auf dem Grundprinzip der ESP Horizon FR II. Er besitzt zwei Spezialanfertigungen (ESP EV-1 und EV-2). Seine Übungsgitarren sind ESP LTD MH-400 und ESP LTD MH-100. Auf früheren Nightwish-Alben verwendete er Washburn CS-780 Gitarren.
In den Videos zu Bye Bye Beautiful und Amaranth benutzt er eine ESP Eclipse, dazu meinte er:
„Die Sache ist, als wir nach LA geflogen sind, habe ich meine Gitarre zu Hause vergessen. Ich musste also in den nächsten Gitarrenladen laufen und mir eine ESP Eclipse kaufen.“
Im Studio sowie live verwendet Vuorinen einen Bogner Überschall-Verstärker. Auf Tour begleitet ihn zusätzlich ein Mesa/Boogie Dual-Rectifier als Ersatz-Amp. Beides wird von ihm in Kombination mit Marshall JCM 800 Cabinets verwendet.

## Diskografie

### Darkwoods My Betrothed
- 1998: Witch-Hunts

### Altaria
- 2003: Invitation

### Barilari
- 2003: Barilari

### Brother Firetribe
- 2006: False Metal
- 2008: Heart Full of Fire
- 2014: Diamond In The Firepit

### Nightwish
- 1997: Angels Fall First
- 1999: Oceanborn
- 2000: Wishmaster
- 2001: Over the Hills and Far Away (EP)
- 2001: From Wishes to Eternity (Live-Album)
- 2002: Century Child
- 2004: Once
- 2004: Tales from the Elvenpath (Best-Of Album)
- 2005: Highest Hopes (Best-Of Album)
- 2006: End of an Era (Live-Album)
- 2007: Dark Passion Play
- 2011: Imaginaerum
- 2013: Showtime, Storytime
- 2015: Endless Forms Most Beautiful
- 2020: Human. :II: Nature.